# Отрив (Алије)
Отрив (фр. Hauterive) насеље је и општина у централној Француској у региону Оверња, у департману Алије која припада префектури Виши.
По подацима из 2011. године у општини је живело 1167 становника, а густина насељености је износила 144,43 становника/km². Општина се простире на површини од 8,08 km². Налази се на средњој надморској висини од 265 метара (максималној 305 m, а минималној 252 m).

## Демографија
| 1962. | 1968. | 1975. | 1982. | 1990. | 1999. | 2011. |
| ----- | ----- | ----- | ----- | ----- | ----- | ----- |
| 774   | 775   | 882   | 958   | 1.077 | 1.055 | 1.167 |

График промене броја становника у току последњих година